# Tewje Bielski
Tewje Bielski lub Tuwia Bielski i Anatol Bielski (ur. 25 kwietnia?/8 maja 1906 w Stankiewiczach koło Nowogródka, zm. 12 czerwca 1987 w Nowym Jorku) – polski Żyd, twórca (wraz z trójką braci) i dowódca żydowskiego oddziału partyzanckiego w lasach Puszczy Nalibockiej podczas II wojny światowej.

## Życiorys
Był synem młynarza. Był obywatelem polskim, władał językiem polskim i jidysz.
W latach 1927–1929 służył w 30 Pułku Strzelców Kaniowskich Wojska Polskiego, uzyskując stopień kaprala. Po powrocie z wojska ożenił się i wraz z żoną zamieszkał w Subotnikach, gdzie wspólnie prowadzili sklep. Miał trójkę dzieci. Po wybuchu II wojny światowej i napaści Armii Czerwonej na ziemie polskie porzucił handel, opuścił rodzinę i zamieszkał w Lidzie, gdzie podjął pracę jako zastępca sowieckiego rejonowego komisarza ludowego do spraw handlu.
Uciekając przed gettem wraz z dwoma braćmi – Asaelem i Zusem – utworzył w Puszczy Nalibockiej żydowski oddział partyzancki zwany Otriad Bielskich. Pod jego dowództwem oddział osiągnął liczebność prawie 1200 ludzi, w tym wiele kobiet i dzieci. Zgrupowanie braci Bielskich zasilali głównie żydowscy uciekinierzy z likwidowanych okolicznych gett. W partyzanckim obozie, zwanym Jerozolimą, panowały trudne warunki bytowe. Początkowo oddział był samodzielny, od końca 1942 działał zaś pod komendą sowiecką. Od grudnia 1943 brał także udział w walkach partyzantki radzieckiej ze Zgrupowaniem Stołpeckim AK.
Po zajęciu Białorusi przez wojska radzieckie w lipcu 1944 Tewje Bielski rozpuścił oddział i powrócił do Lidy, gdzie zatrudnił się w charakterze elektryka. W grudniu 1944 wyjechał do Wilna, gdzie udało mu się zdobyć fałszywe dokumenty pozwalające na podróż wraz z rodziną do Palestyny. Po przybyciu do Tel Awiwu otworzył sklep z artykułami spożywczymi. Jako ochotnik wziął udział w pierwszej wojnie izraelsko-arabskiej. W 1955 wyjechał do Nowego Jorku, gdzie został taksówkarzem. Zmarł tamże w wieku 81 lat; pochowany został na cmentarzu Har HaMenuhot w Jerozolimie.

## Kontrowersje
Bielski był podejrzewany o współudział w rzezi 128 mieszkańców wsi Naliboki, w tym kobiet i dzieci. 20 marca 2001, na wniosek Kongresu Polonii Kanadyjskiej, Komisja Ścigania Zbrodni przeciwko Narodowi Polskiemu w Łodzi rozpoczęła śledztwo w tej sprawie. Na 80 dotychczas przesłuchanych świadków masakry kilkunastu rozpoznało wśród atakujących osoby narodowości żydowskiej. Zdaniem prokurator IPN Anny Gałkiewicz pięć osób zeznało, iż byli to Żydzi z oddziału Bielskiego. Imion i nazwisk świadkowie nie podają. Tewjego ani jego braci wśród zbrodniarzy nie widziano.
Przy okazji premiery filmu Opór Piotr Zychowicz przytoczył relacje świadczące, że ludzie z otoczenia Bielskiego oraz on sam mieli nadużywać alkoholu, w bezwzględny sposób wymuszać posłuszeństwo i molestować seksualnie młode kobiety.

## Kultura masowa
Na kanwie historii oddziału partyzantów Bielskiego oparto scenariusz filmu fabularnego Opór (2008) w reżyserii Edwarda Zwicka. W postać Tewjego Bielskiego wcielił się brytyjski aktor Daniel Craig.